# SŽD-Baureihe ТУ8Г
Die Lokomotiven der Baureihe ТУ8Г der Sowjetischen Eisenbahnen (SŽD) sind schmalspurige Draisinen. Sie wurden zwischen 1988 und 2010 in der Maschinenfabrik Kambarka für innerbetriebliche Transporte bei Bahnunternehmen und für den Einsatz in Industrieunternehmen gebaut.

## Aufbau
Die Fahrzeuge entstanden in der Maschinenfabrik Kambarka als Nachfolger für die ТУ6Д. Die grundsätzliche Konstruktion wurde weitgehend beibehalten. Hauptunterschied war die Verwendung eines JaMZ-236M (russisch ЯМЗ-236 М) Dieselmotors. Dazu wurde der Vorbau um eine Tür verlängert, was zusätzlich eine Vereinfachung der Wartungsarbeiten für den Generator und den Kompressor bedeutete.
Das erste Fahrzeug (ТУ8Г-0001) wurde 1988 gebaut. Die Fahrzeuge ТУ8Г-0022 - ТУ8Г-0027 wurden mit 1067 mm Drehgestellen für das Kapspurnetz der russischen Pazifikinsel Sachalin (Sachalinskaja schelesnaja doroga) hergestellt. Die ТУ8Г-0030 wurde für die Spurweite von 1520 mm gebaut. Insgesamt entstanden bis 2010 30 Fahrzeuge.
Die Draisine besteht aus folgenden Hauptbaugruppen: Fahrzeugteil, Motoreinheit, Getriebe, Hilfseinrichtungen, Ladekran. Der Fahrzeugteil bestand aus dem Hauptrahmen mit Zug- und Stoßeinrichtung, der Kabine und zwei zweiachsigen Antriebsdrehgestellen. Der Rahmen ruht auf Gleitlagern, Hartgummielemente dienen der Vibrationsdämpfung. Die Kraftübertragung erfolgt mechanisch per Kardanwellen. Auf der Plattform ist ein hydraulischer Kran für die Be- und Entladearbeiten montiert. Der Kran kann von einem stationären Pult oder durch ein kabelgebundene Fernbedienung gesteuert werden. Die Kabine besitzt fünf Sitzplätze für den Transport der Arbeitsbrigaden (einschließlich des Fahrzeugführers).

## Varianten auf ТУ8-Basis
Auf der Basis der Fahrzeuge entstanden außerdem:
- die Passagier-Draisine SŽD-Baureihe ТУ8П für den Personentransport
- die Diesellokomotive SŽD-Baureihe ТУ8, Basismodell der Serie
- der Diesellok-Energieapparat SŽD-Baureihe ТУ6СПА für die Überführung und Energieversorgung von Bauzügen

## Bilder

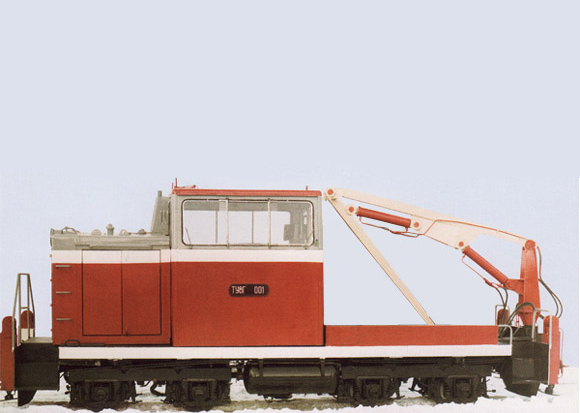
ТУ8Г-001
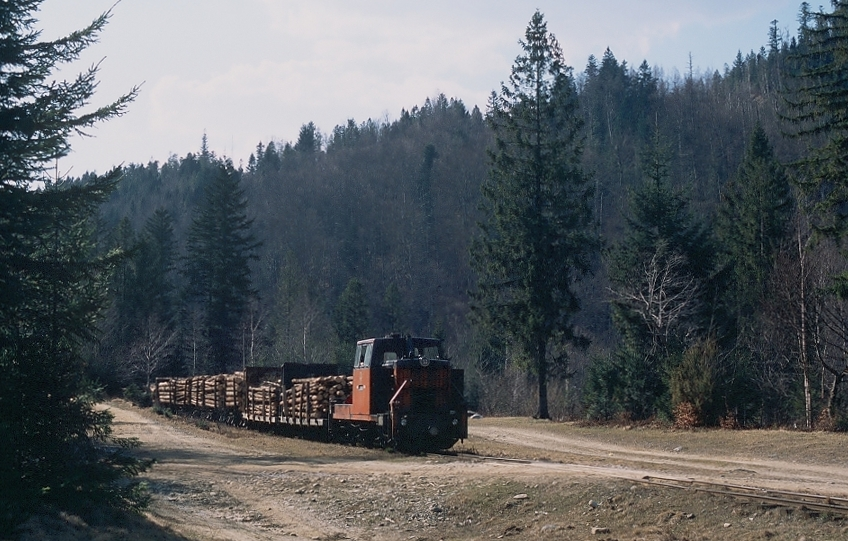
Zug der Waldbahn Wyhoda mit ТУ8Г als Zugfahrzeug bei Fahrt zum Sägewerk